# Heroes of Might and Magic: A Strategic Quest
Heroes of Might and Magic: A Strategic Quest (укр. Герої Меча та Магії: Стратегічне завдання) — відеогра жанру покрокової стратегії розроблена і видана компанією New World Computing в 1995 році для MS-DOS. Успіх Героїв Меча та Магії призвів до появи багатьох продовжень.
У 1996 році New World Computing випустила оновлену версію гри, перенесену на Windows 95. Ця версія включала редактор карт, генератор випадкових карт, CD з аудіо і нові сценарії. Як бонус, до гри додавалася King's Bounty. В 2000 році вийшла версія для Game Boy Color.

## Ігровий процес

Герой на карті пригод

Керований гравцем герой подорожує фентезійним світом, розбудовує міста, наймає війська і воює з іншими героями та істотами на місцевостях, званих картами пригод. В ході пригод герой набуває досвіду, за рахунок якого отримує збільшення своїх параметрів, параметрів армії та нові можливості.

### Герої
В ході битв і відвідування певних споруд герої отримують досвід, який дає збільшення одного з параметрів героя (для кожного наступного збільшення потрібно більше досвіду). Він може бути отриманий при: перемозі в битвах (сума очок здоров'я вбитих істот + 500 одиниць), відвідуванні Альтанок (1000 одиниць), відвідуванні Печери демона (1000 одиниць), відкриванні Скрині (500, 1000 або 1500 одиниць).
Всі герої мають такі параметри:
- Атака (англ. Attack skill) — визначає в битві атаку військ.
- Захист (англ. Defence skill) — визначає в битві захист військ.
- Магічна сила (англ. Spell Power) — сила використовуваних заклинань.
- Знання (англ. Knowledge) — визначає кількість використань кожного заклинання.

На підрозділи героя також впливають:
- Удача (англ. Luck) — здатність загону випадково збільшувати кількість ушкоджень ворогові понад норму. Максимальна удача — 3.
- Бойовий дух (англ. Morale) — здатність підрозділу атакувати вдруге (якщо дух позитивний) або не атакувати взагалі (якщо дух негативний).

### Артефакти
Артефакти — це, як правило, магічні предмети, які збільшують значення основних навичок, дохід золота, або змінюють удачу, бойовий дух чи дальність пересування військ. Ефект від артефактів коливається в межах від +1 до +5 (за винятком рідкісного Абсолютного артефакта). Збільшення бойового духу і удачі в грі не вказується, повідомляється лише, що вони збільшені або зменшені.
В грі існує Абсолютний артефакт, який буває 4-х типів і дає +12 до атаки, захисту, магічної сили або знання. Його можна передати від героя до героя, але не можна захопити в битві. Місце, де він закопаний, вказується на спеціальних об'єктах — обелісках, що поступово відкривають пазл з картою місцезнаходження артефакту. В Heroes III і IV аналогічний артефакт називався Грааль, а від Heroes V — Сльоза Аші.

### Магія
Однією з найбільш помітних відмінностей Heroes of Might and Magic I від подальших частин серії є система магії. Тут при відвідуванні Гільдії магів герой автоматично запам'ятовує кожне заклинання, наявне в Гільдії, при цьому число «зарядів» дорівнює значенню параметру «знання» героя. Таким чином, герой з параметром знання, рівним 3, здатний використовувати кожне вивчене заклинання три рази, після чого заклинання доведеться вивчати заново. Починаючи з Heroes of Might and Magic II ця система була замінена системою очок мани — загального магічного ресурсу, максимальний обсяг якого залежить від навички «знання», який витрачається на використання заклинань (чим ефективніше заклинання, тим більше одиниць мани воно вимагає).
Число рівнів заклинань дорівнює чотирьом, тоді коли у всіх наступних іграх (крім шостої) їх п'ять.
Усі бойові заклинання поділяються на тривалі і разові. Тривалі застосовуються на свій або ворожий підрозділ, тривалість дії залежить від Магічної сили героя. Одночасно може бути накладене тільки одне заклинання, кожне наступне заклинання замінює попереднє.

### Битви
Поле битви в HoMM I істотно менше, ніж у наступних частинах, і складає 5х7 гексагонів. Кожна істота має низьку, середню або високу швидкість пересування, що дозволяє переміщатися на 1, 2 або 3 гексагони в хід відповідно, однак, область пересування обмежується природними перешкодами на полі бою (дерева, камені, яри, убиті монстри і т. д.). Виняток становлять істоти, що мають здатність до польоту: для них параметр швидкості лише регламентує черговість ходу, переміщаються ж літаючі істоти на довільну відстань з будь-якої точки. Битва відбувається по раундах, в яких черговість ходу загонів визначається в міру убування їх швидкості. За наявності декількох загонів з однаковою швидкістю пріоритет віддається загону, що нападає, над атакованим.
Крім битви «в полі» існує режим облоги. У ньому на стороні нападника діє катапульта, а на стороні захисника — стіни і гарнізонна вежа. Катапульта стріляє при першому ході нападника в раунді (якщо всі війська нападника пропускають хід, що може відбуватися через заклинаня супротивника або спрацьовування низького бойового духу, катапульта теж не вистрілить), це виконується і відносно гарнізонної вежі і захисників. На відміну від всіх наступних ігор серії, ворота у замку не передбачені — ніхто з нелітаючих загонів не може входити або виходити, поки одна зі стін не буде зруйнована; тому велике значення при облозі має наявність у обох сторін стрільців, літаючих юнітів, атакуючих заклинань або заклинання телепортації. При цьому, за стіною замку розраховане місце тільки на п'ять загонів, що займають два гексагони — тому гравець в обороні може зайняти гарнізон так, що ніхто із загонів противника не зможе потрапити за стіни раніше руйнування стіни.

### Міста і класи
В грі наявні 4 типи міст з відповідними їм класами героїв:
- Ферма (англ. Farm) — місто лицарів. В ньому наймаються істоти: Селянин, Лучник, Пікінер, Мечник, Вершник, Паладин;
- Рівнина (англ. Plain) — місто варварів. Наймаються: Гоблін, Орк, Вовк, Огр, Троль, Циклоп;
- Ліс (англ. Forest) — місто чаклунок. Наймаються: Фея, Гном, Ельф, Друїд, Єдиноріг, Фенікс;
- Гора (англ. Mountain) — місто чарівників. Наймаються: Кентавр, Горгулья, Грифон, Мінотавр, Гідра, Дракон;

Кожне місто приносить у скарбницю гравця 250 золота на день. Деякі будівлі однакові у всіх замках, але всі житла істот унікальні для кожної раси. Крім найманих у містах, на карті зустрічаються нейтральні істоти, яких герой може взяти в амію: Злодій, Кочівник і Джин. Привиди — єдині з істот, які не можуть бути найняті.

### Баґи та недопрацювання
A Strategic Quest відрізняється слабким, легко передбачуваним алгоритмом дій комп'ютера. У подальших іграх та з виходом патчів алгоритми стали більш складними, в діях противника присутній значно більший елемент аналізу поточної ситуації.
У версіях до 1.1 були несправності курсору. Перша істота, яка ходила в бою, могла робити не задані гравцем дії. Окрім того алгоритми дій комп'ютера мали недопрацювання. Так, комп'ютерний гравець завжди перш за все намагається знищити ворожих стрільців, безпричинно прикриває свої невеликі загони стрільців більш численними загонами ближнього бою. Часто не враховуються здатності загонів: комп'ютер, наприклад, атакує грифонів, які відповідають на всі атаки; або атакує циклопами, що б'ють на два гексагони, загін противника і загін за ним; або використовує заклинання проти гномів з опором до магії при наявності більше пріоритетних і незахищених цілей. Поширеним є витрачання проклять і благословінь на загони, які не можуть їх ефективно використовувати. Комп'ютер часто відступає, втрачаючи численні війська, якщо на початку битви буде програвати гравцеві, майже не дивлячись на параметри героїв і їх заклинання. При наявності атакуючих заклинань і переваги в швидкості, а також при явній перевазі противника після запеклого бою, герой-комп'ютер також може перед відступом використовувати найбільш вбивче заклинання зі свого арсеналу. Штучний інтелект ніколи не капітулює навіть при великій кількості золота в казні, яким міг би відкупитися.
Подібні недосконалі алгоритми штучного інтелекту врівноважуються «фальшивою складністю»: наймом ним максимум трьох героїв (якщо інакше не задано автором карти), що майже завжди означає наявність численної в одного з них; штучно збільшеним числом доступних для найму істот у містах комп'ютерного гравця; можливістю завчасно або «випадково» вгадувати місце розташування ослаблених міст супротивників; можливістю викопати Абсолютний артефакт з першої спроби, не відвідуючи всі обеліски (що особливо помітно в третій місії кампанії); наявністю певного запасу ресурсів на старті, тоді як гравець обмежений у них на високому і «неймовірному» рівнях складності.

## Сюжет
Дія Heroes of Might and Magic відбувається у світі Енрот (англ. Enroth) на однойменному континенті. Тут розгортається боротьба за владу між чотирма правителями: лордом Айронфістом (лицар, англ. Iron fist «Залізний Кулак»), королевою Ламандою (чаклунка, англ. Queen Lamanda), вождем Слеєром (варвар, англ. Lord Slayer) і чаклуном Аламаром (чорнокнижник, англ. Lord Alamar). Айронфіст був змушений покинути батьківщину через те, що двоюрідний брат, Рагнар, узурпував трон, убивши батька Айронфіста. Айронфіст потрапляє в Енрот на нічійні землі, які також хочуть захопити троє інших правителів. У режимі кампанії гравець може грати за будь-яку зі сторін, а битви відбуваються на тих самих картах, таким чином кампанія фактично одна.

### Кампанія
Сценарії кампанії: Передворіття, Архіпелаг, Зранена земля, Вільний доступ, Замок Айронфіста, Замок Слеєра, Замок Ламанди, Замок Аламара, Цар Гори
У першій місії четверо лордів зустрічаються в бою за невелике місто Передворіття (англ. Gateway), що охороняється драконом, яке гравець може захопити не вступаючи в конфлікт з іншими лордами. Далі бойові дії переносяться на Архіпелаг Древніх — низку великих островів, де кожен з правителів захопив по одному острову з чотирьох, пов'язаних порталами. В цій місії вперше можна віднайти Ultimate Artifact. У третій місії бойові дії обумовлені пошуком в Проклятій долині обелісків, що приховують місце розташування Ока Гороса — артефакту, здатного врятувати ці землі і згрупувати їх жителів навколо власника Ока. У четвертій сутичці суперники прибувають на центральний материк, де ведуть запеклу боротьбу на винищення інших трьох.
Сторона гравця захоплює спірні землі Енроту і починає домінувати у війні. Тепер завданням номер один стає захоплення земель суперників. Гравця чекають три з чотирьох створених авторами місій, в яких йому належить почергово боротися один на один з кожним з інших лордів на його території, маючи на старті все менші ресурси. В останній, восьмій, місії задіяний режим «Цар Гори» — всі три переможених противника збирають останні сили і об'єднуються в боротьбі проти гравця. Тільки після розгрому альянсу трійця інших правителів здається і дає присягу новому владиці всього континенту Енрот.
За каноном в результаті перемагає лицар, лорд Айронфіст. У другій частині серії — Heroes of Might and Magic II: The Succession Wars — описуються події в Енроті після його смерті.